# Schulthessiella sellata
Schulthessiella sellata är en insektsart som beskrevs av Marius Descamps 1977. Schulthessiella sellata ingår i släktet Schulthessiella och familjen Thericleidae. Inga underarter finns listade i Catalogue of Life.